# Herrljunga
Herrljunga (uttal (fil)) är en tätort och centralort i Herrljunga kommun, Västra Götalands län bl.a. känd som järnvägsknut samt för Herrljunga cider.
Herrljunga station är en järnvägsknut där Västra stambanan och Älvsborgsbanan korsas.

## Historia
Orten har växt upp vid ån Nossan.

### Administrativa tillhörigheter
Herrljunga var och är kyrkby i Herrljunga socken. Efter kommunreformen 1862 låg orten i Herrljunga landskommun och i denna inrättades 24 augusti 1906 municipalsamhället Herrljunga. 1953 ombildades Herrljunga landskommun med municipalsamhället till Herrljunga köping där Herrljunga bebyggelse bara omfattade en mindre del köpingskommunens yta.  1971 uppgick köpingen i Herrljunga kommun med Herrljunga som centralort.
Herrljunga hör och har hört till Herrljunga församling.
Orten ingick till 1927 i Kullings tingslag, därefter till 1934 i Vättle och Kullings tingslag för att sedan till 1971 ingå i Vättle, Ale och Kullings tingslag. Sedan 1971 ingår Herrljunga i Alingsås tingsrätts domsaga.

### Befolkningsutveckling
| Befolkningsutvecklingen i Herrljunga 1960–2020 | Befolkningsutvecklingen i Herrljunga 1960–2020 | Befolkningsutvecklingen i Herrljunga 1960–2020 | Befolkningsutvecklingen i Herrljunga 1960–2020 | Befolkningsutvecklingen i Herrljunga 1960–2020 |
| ---------------------------------------------- | ---------------------------------------------- | ---------------------------------------------- | ---------------------------------------------- | ---------------------------------------------- |
|                                                |                                                |                                                |                                                |                                                |
| År                                             |                                                |                                                | Folkmängd                                      | Areal (ha)                                     |
| 1960                                           | 1960                                           |                                                | 2 502                                          |                                                |
| 1965                                           | 1965                                           |                                                | 3 023                                          |                                                |
| 1970                                           | 1970                                           |                                                | 3 171                                          |                                                |
| 1975                                           | 1975                                           |                                                | 3 244                                          |                                                |
| 1980                                           | 1980                                           |                                                | 3 537                                          |                                                |
| 1990                                           | 1990                                           |                                                | 3 729                                          | 358                                            |
| 1995                                           | 1995                                           |                                                | 3 888                                          | 371                                            |
| 2000                                           | 2000                                           |                                                | 3 783                                          | 371                                            |
| 2005                                           | 2005                                           |                                                | 3 746                                          | 372                                            |
| 2010                                           | 2010                                           |                                                | 3 822                                          | 371                                            |
| 2015                                           | 2015                                           |                                                | 3 982                                          | 379                                            |
| 2020                                           | 2020                                           |                                                | 4 119                                          | 452                                            |
|                                                |                                                |                                                |                                                |                                                |

## Samhället
I centrum finns Herrljunga kyrka och ett K-märkt affärshus, byggt 1910. 

## Näringsliv
I orten finns bryggeriet Herrljunga Drycker. Star Springs har också verksamhet i centrala Herrljunga.

### Bankväsende
Herrljunga folkbank grundades år 1900.  Folkbanken bytte år 1904 namn till Herrljunga kreditbolag. År 1907 övertogs kreditkassan av Enskilda banken i Venersborg, som därmed etablerade sig på orten. En ny lokal bank, Herrljunga landtmannabank, grundades 1909. Den uppgick år 1916 i Borås enskilda bank som snart därefter skulle uppgå i Svenska Handelsbanken. Handelsbanken tog senare över Vänersborgsbanken. En kortlivad sparbank, Sparbanken i Herrljunga, grundades 1935 och uppgick redan 1940 i Alingsås sparbank.
Den 30 april 2021 stängde Handelsbanken sitt kontor i Herrljunga. Därefter är Alingsås sparbank ensam bank på orten.

## Kända personer från orten
se även Personer från Herrljunga
- Birgitta Ander, skådespelare, uppväxt i Herrljunga. [12]
- Lena Brundin, skådespelare, uppväxt i Herrljunga. [12]
- Sebastian Holmén, fotbollsspelare, uppväxt i Herrljunga. [12]
- Arne H. Lindgren, författare, uppväxt i Herrljunga. [12]
- Mikael Nordin, innebandyspelare, uppväxt i Herrljunga. [12]
- John-Anders Sjögren, tennisspelare/tränare, uppväxt i Herrljunga. [12]
- Gabriel Byström, innebandyspelare, uppväxt i Herrljunga. [12]
- Peter Danielson, Artist/låtskrivare, uppväxt i Herrljunga. [12]
- Matkoma, svenska youtube duo. Adam och Anton är uppväxta i Herrljunga
- Samuel Holmén, fotbollsspelare, uppväxt i Herrljunga